# Krum (Texas)
Krum es una ciudad ubicada en el condado de Denton en el estado estadounidense de Texas. En el Censo de 2010 tenía una población de 4.157 habitantes y una densidad poblacional de 652,45 personas por km².

## Geografía
Krum se encuentra ubicada en las coordenadas 33°15′51″N 97°13′34″O / 33.26417, -97.22611. Según la Oficina del Censo de los Estados Unidos, Krum tiene una superficie total de 6.37 km², de la cual 6.36 km² corresponden a tierra firme y (0.2%) 0.01 km² es agua.

## Demografía
Según el censo de 2010, había 4.157 personas residiendo en Krum. La densidad de población era de 652,45 hab./km². De los 4.157 habitantes, Krum estaba compuesto por el 91.2% blancos, el 1.66% eran afroamericanos, el 0.58% eran amerindios, el 0.96% eran asiáticos, el 0% eran isleños del Pacífico, el 3.7% eran de otras razas y el 1.9% pertenecían a dos o más razas. Del total de la población el 12.94% eran hispanos o latinos de cualquier raza.